# Список синглов № 1 в США в 2017 году (Billboard)

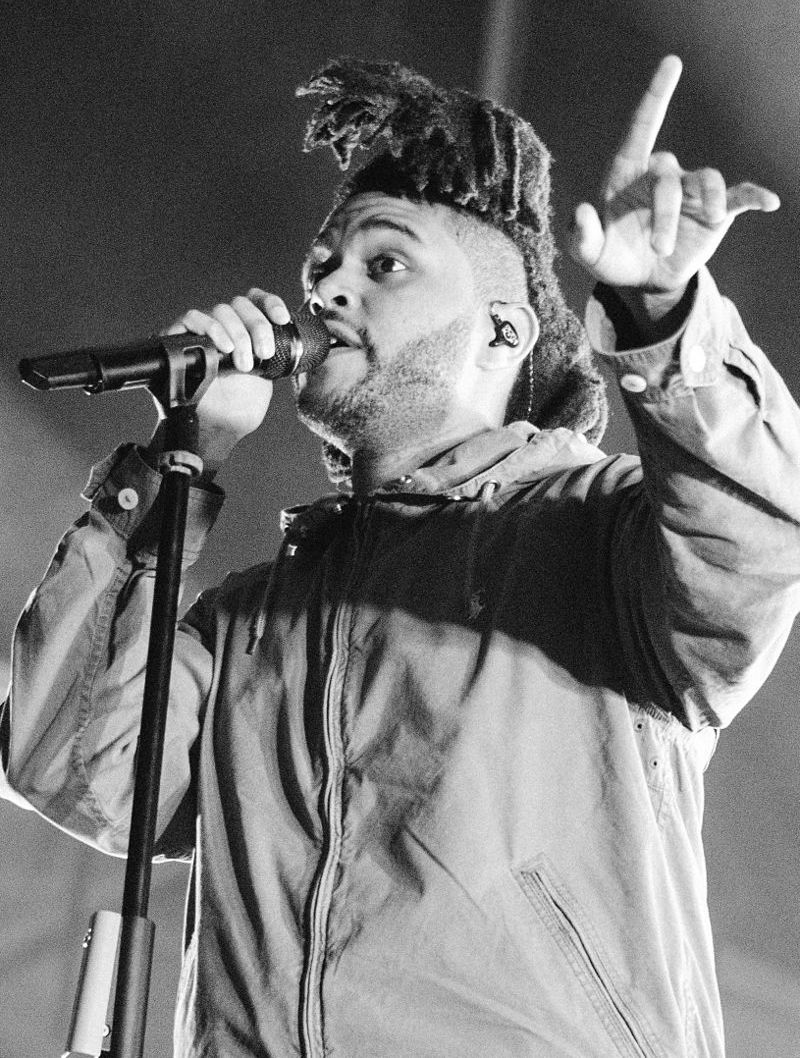
The Weeknd с синглом «Starboy» возглавил чарт в 2017 году.

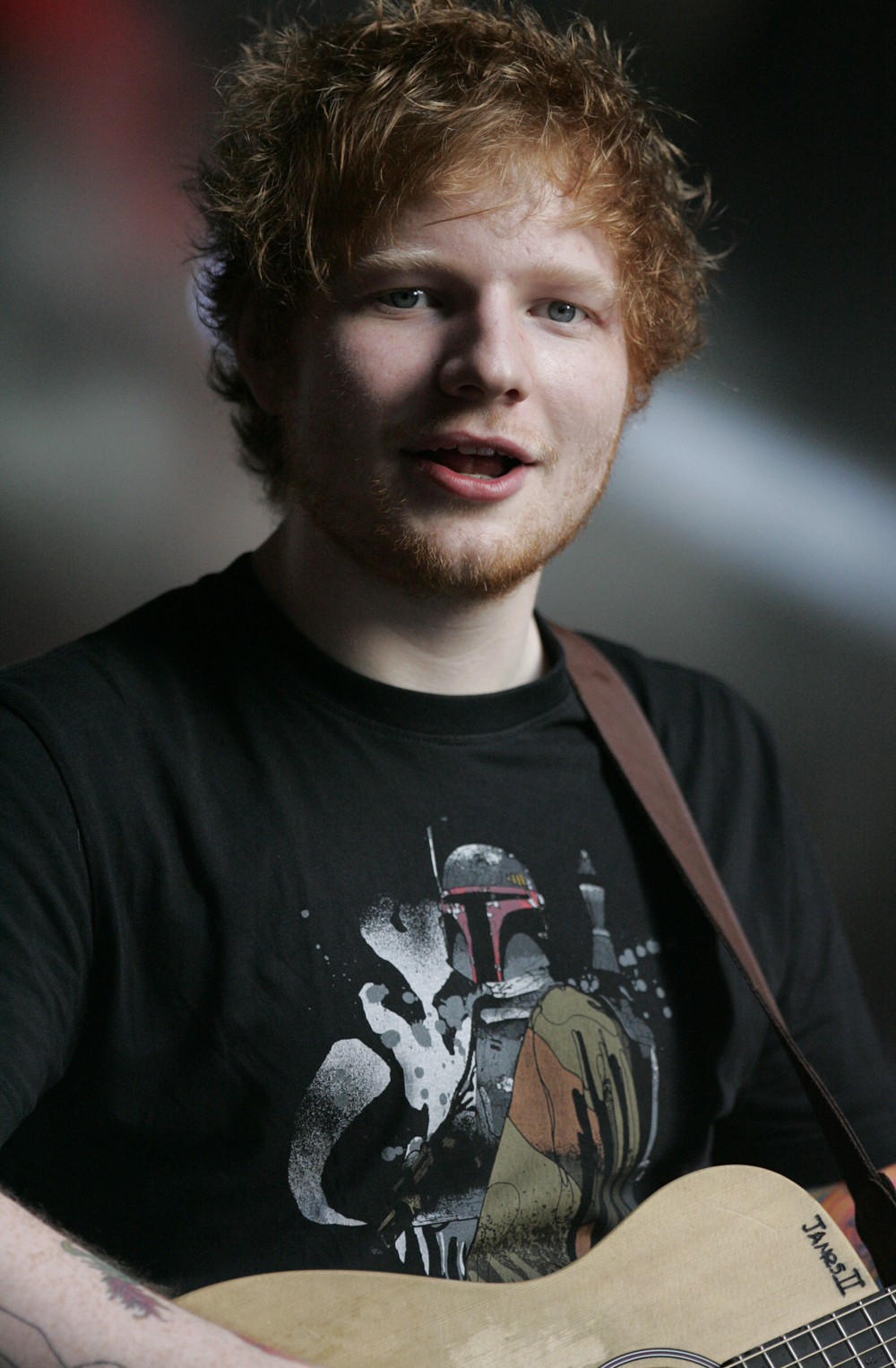
Эд Ширан

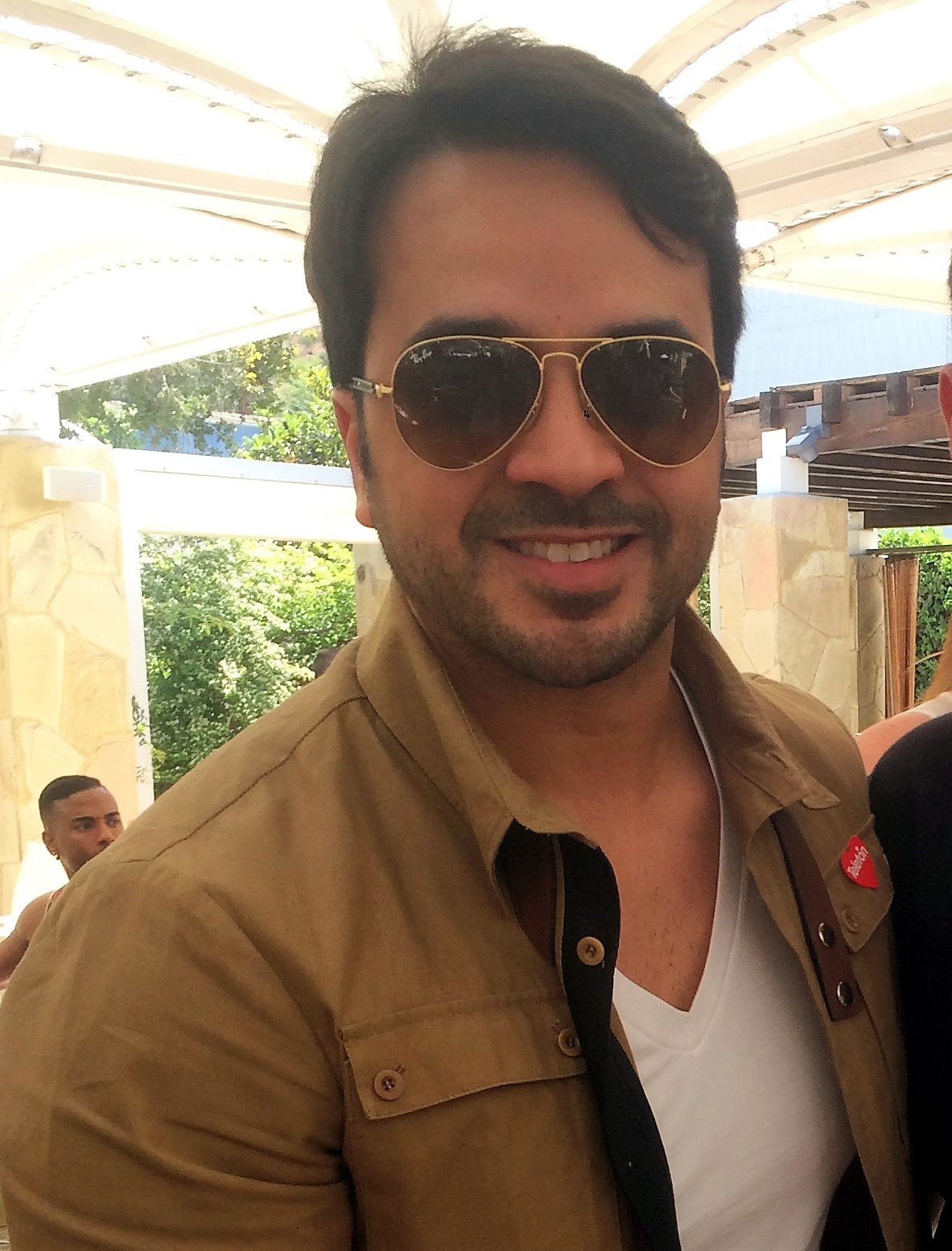
Луис Фонси

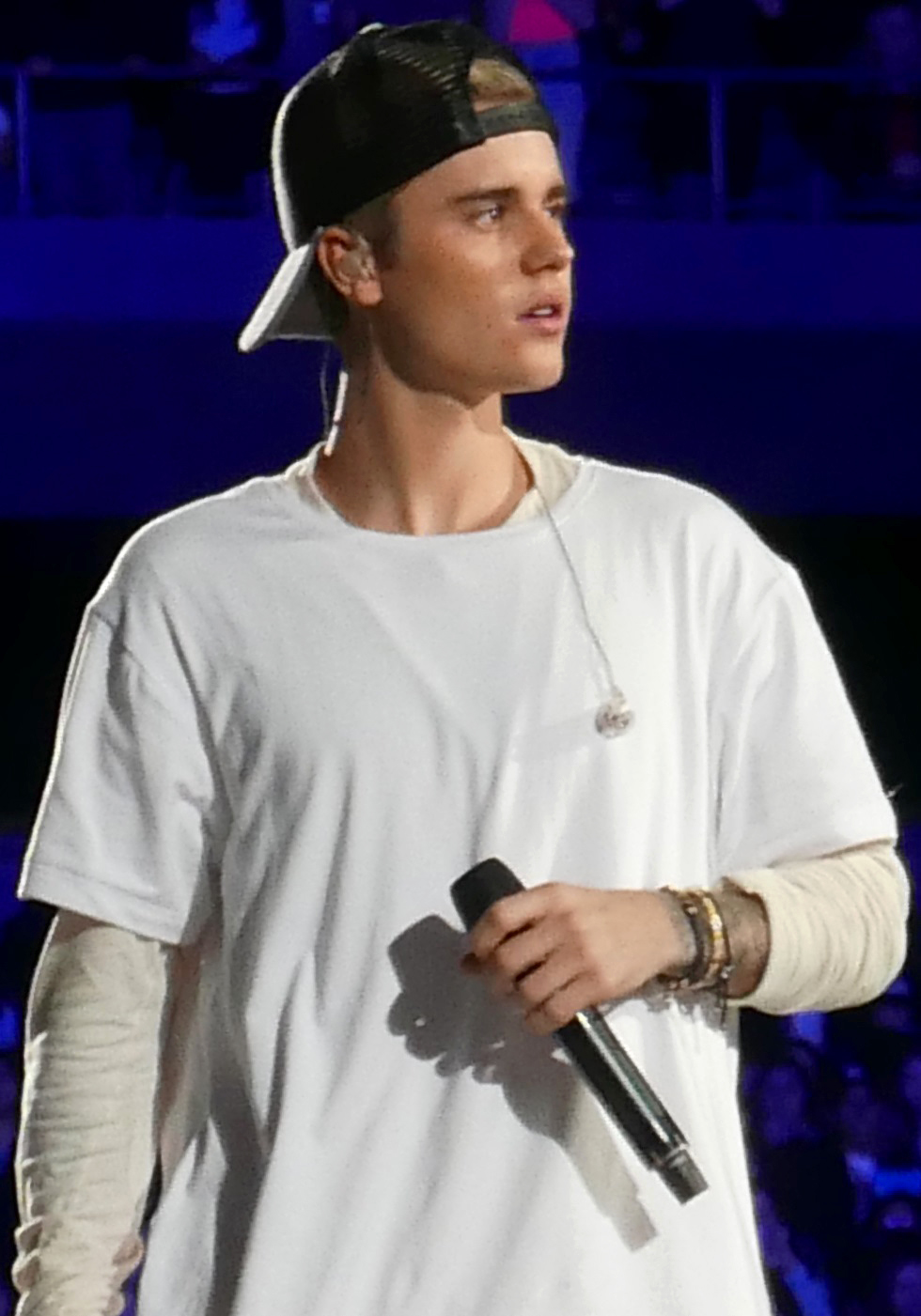
Джастин Бибер

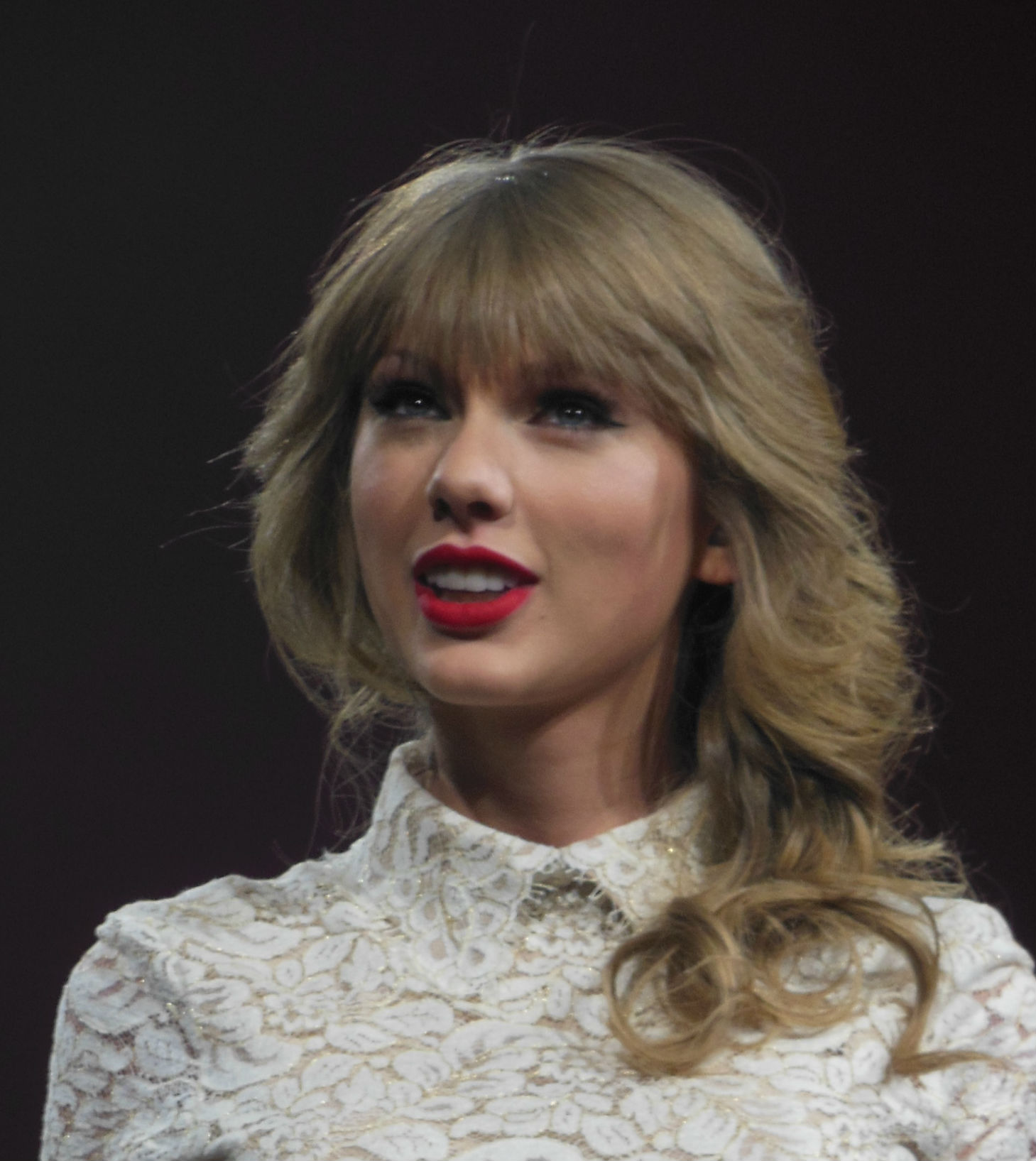
Тейлор Свифт

Список синглов № 1 в США в 2017 году (Billboard Hot 100) включает синглы, возглавлявшие главный хит-парад Северной Америки по итогам каждой из недель 2017 года (данные становятся известны заранее, так как публикуются на неделю вперёд). В нём учитываются наиболее продаваемые синглы (песни) исполнителей США, как на физических носителях (лазерные диски, грампластинки, кассеты), так и в цифровом формате (mp3, просмотр видео, радиоэфиры, стриминг и другие). Составляется редакцией старейшего музыкального журнала США Billboard и поэтому называется Billboard Hot 100 («Горячая Сотня» журнала Billboard).

## Общие сведения
- 7 января (данные публикуются заранее) хит-парад впервые возглавил хит «Starboy» канадского исполнителя The Weeknd (его третий чарттоппер), записанный при участии французского электронного дуэта Daft Punk (первое их попадание на первое место в США после второго лучшего для них места в 2013 году с хитом «Get Lucky» при участии Pharrell Williams). Это произошло спустя 14 недель после дебюта и после 8 недель нахождения на позиции № 2. Также «Starboy» уже несколько месяцев находится на позиции № 1 в чартах Hot R&B Songs (13 недель) и Hot R&B/Hip-Hop Songs (7 недель). У The Weeknd ранее было два хита на позиции № 1: «Can’t Feel My Face» и «The Hills» в 2015 году[3].
- 28 января хит-парад впервые возглавил хит «Shape of You» британского автора-исполнителя Эда Ширана. Это его первый чарттоппер в США как исполнителя (27-й хит сразу дебютировавший на первом месте и 1061-й хит на позиции № 1 за 58 лет американского хит-парада Hot 100). Прошлым лучшим синглом был «Thinking Out Loud» поднявшийся до № 2 в 2015 году и пробывший там почти рекордные 8 недель. Но как автор он уже был 2 недели на вершине чарта с суперхитом «Love Yourself» (в исполнении Джастина Бибера), лучшего сингла всего 2016 года. А, так как, на позиции № 6 одновременно дебютировал и второй его хит «Castle on the Hill», то Эд Ширан стал первым в истории исполнителем, который дебютировал в лучшей десятке сразу с двумя своими синглами. Кроме того, «Shape» и «Castle» стартовали на первых двух позициях в цифровом чарте Digital Song Sales, и Ширан также стал первым в истории этого чарта, дебютировавшим на первых двух местах, № 1 и № 2 одновременно. Такой же двойной успех он праздновал в родном британском чарте UK Singles Charts и там это стало абсолютным рекордом. В эту же неделею песня «Closer» группы The Chainsmokers побила рекорд, находясь 24-ю неделю (из них 12 недель на № 1) в лучшей десятке top-10 после дебюта в чарте. Прежнее достижение (23 недели подряд в top-10) принадлежало хиту «Love Yourself» Джастина Бибера. Кроме того, «Closer» уже 22 недели на позиции № 1 в чарте Hot Dance/Electronic Songs[4].
- 18 марта хит-парад 6-ю неделю возглавлял хит «Shape of You» британского автора-исполнителя Эда Ширана. В эту же неделю дуэт The Chainsmokers повторил исторический рекорд групп Beatles (1964) и Bee Gees (1978) и ещё нескольких исполнителей (всего их теперь 14, предпоследним был Джастин Бибер с «Love Yourself» «Sorry» и «What Do You Mean?» в декабре 2015 — феврале 2016). Этот дуэт (Алекс Пол и Эндрю Таггарт) имел сразу три хита в горячей десятке Top-10 чарта Hot 100: «Something Just Like This» (вместе с Coldplay), «Paris» и «Closer» (вместе с Halsey), №5, №7 и №10, соответственно. Причём все три хита сменяли друг друга на позиции № 1 в танцевальном чарте Hot Dance/Electronic Songs (и это произошло впервые для одного и того же исполнителя в 4-летней истории этого чарта). В эту же неделею песня «Closer» группы The Chainsmokers увеличила свой рекорд, находясь 31-ю неделю (из них 12 недель на № 1) в лучшей десятке top-10 после дебюта в чарте 6 августа 2016 года. Последний раз 31 неделю там пробыл хит Mark Ronson's «Uptown Funk!» (при участии Bruno Mars, 2014-15), а абсолютный рекорд принадлежит LeAnn Rimes' «How Do I Live» (32 недели, 1997-98)[5].
- 22 апреля хит-парад 11-ю неделю возглавлял хит «Shape of You» британского автора-исполнителя Эда Ширана (34-й в истории хит, находившийся не менее 10 недель во главе хит-парада, начиная с 1958 года). Этот хит 4 недели подряд возглавлял все 3 главных компонента главного американского чарта (10 недель № 1 в Digital Song Sales, 9 недель № 1 в Radio Songs и 4 недели № 1 в Streaming Songs). В эту же неделю дуэт The Chainsmokers с разными своими песнями 49 недель находился в лучшей десятке top-10 Hot 100[6][7]. 10 июня этот хит побил абсолютный рекорд чарта: 20 недель пребывания в лучшей пятёрке Billboard Hot 100. Прошлые рекорды Top-5: 19 недель — «Sorry» Justin Bieber (2015-16); 17, «Payphone» Maroon 5 feat. Wiz Khalifa (2012); 17 — «I Gotta Feeling» The Black Eyed Peas (2009); 17 — «One Sweet Day» Mariah Carey & Boyz II Men (1995-96); 16 — «Candle in the Wind»/«Something About the Way You Look Tonight» Elton John (1997-98)[8].
- 27 мая хит-парад возглавил сингл «Despacito» в исполнении Луиса Фонси и Дэдди Янки при участии Джастина Бибера. Это первый испаноязычный хит на первом месте чарта Hot 100 за последние 21 год. К 10 июню он 17 недель возглавлял чарт Hot Latin Songs[9]. 22 июня он также стал первым испаноязычным хитом, возглавившим радиоэфирный чарт Radio Songs, существующий с 1990 года[10]. К 29 июню он 10 недель № 1 в Hot 100 и 24 недели возглавлял чарт Hot Latin Songs; 11 недель № 1 в Digital Song Sales, 10 недель № 1 в Streaming Songs, 6 недель № 1 в Songs of the Summer[11].
- 10 июня пятый член группы One Direction со своим сольным синглом (Liam Payne’s «Strip That Down») попал в чарт Hot 100. Ранее это уже сделали Зейн Малик (имел хит № 1 «Pillowtalk»), Найл Хоран (№ 20), Louis Tomlinson (№ 52) и Harry Styles («Sign of the Times», № 4). Это почти рекорд. Ранее лишь у таких групп как Wu Tang Clan (8 членов группы из 10 самостоятельно вошли в чарт: Method Man, Ol' Dirty Bastard, Raekwon, GZA, Inspectah Deck, Cappadonna, RZA и Ghostface Killah) и Eagles (6 участников вошли в горячую сотню: Joe Walsh, Randy Meisner, Don Felder, Don Henley, Glenn Frey и Timothy B. Schmit) также не менее 5 их членов имели сольные хиты в горячей сотне в США. У квартета The Beatles было 71 хитов в Hot 100, и дополнительно сольные от участников: Paul McCartney (46 сольных вхождений с учётом группы Wings и прочих совместных хитов), John Lennon (16), George Harrison (15) и Ringo Starr (12). Также по 4 участника засветились сольно от групп Fleetwood Mac, N.W.A, The Temptations и U2[12].
- К 9 сентября сингл «Despacito» сравнялся с рекордным первым местом в истории по числу недель на вершине американского хит-парада: он был 16 недель № 1 в Hot 100. А также он 30 недель возглавлял чарт Hot Latin Songs; 17 недель № 1 в Digital Song Sales, 16 недель № 1 в Streaming Songs, 13 недель № 1 в Songs of the Summer. В Radio Songs он ранее пробыл 5 недель на № 1, уступив вершину на 26 августа хиту «Wild Thoughts». 9 сентября сингл «Shape of You» британского автора-исполнителя Эда Ширана поставил рекорд: 33 недели в Top-10[13][14].
- 16 сентября сингл «Look What You Made Me Do» певицы Тейлор Свифт возглавил американский хит-парад. За неделю спустя релиза сингл поднялся с 77-го места на позицию № 1 в чарте Hot 100, став пятым в истории самым крупным скачком наверх и пятым чарттоппером для Тейлор Свифт в США. Ранее она лидировала с хитами «We Are Never Ever Getting Back Together» (3 недели № 1 в 2012 году), «Shake It Off» (4 недели, 2014), «Blank Space» (7 недель, 2014-15) и «Bad Blood» при участии Kendrick Lamar (1 неделя, 2015). Свифт стала 13-й женщиной с не менее чем 5 синглами, побывавшими на позиции № 1 в американском чарте Hot 100. Мэрайя Кэри здесь лидирует среди всех солистов с 18 чарттопперами, а абсолютный лидер группа Beatles (20). С тиражом 353,000 копий в первую неделю релиза, «Look What You Made Me Do» показал наивысшие показатели продаж впервые после сингла «Can’t Stop the Feeling!» (Джастин Тимберлейк 2016), а также лучший показатель недельных продаж среди певиц после «Hello» (Адель, 480 000 копий в третью неделю, 28 ноября 2015, Digital Song Sales). Трек также стал первым чарттоппером при участии певицы с 2016 года, когда лидировал сингл "Closer» (The Chainsmokers при участии Холзи) и первым синглом, где главным исполнителем была женщина (ранее это была Сия при участии Шона Пола, «Cheap Thrills»). Также сингл первым хитом на вершине чарта в сольном исполнении певицы после «Hello» Адели[15]. Кроме того, сингл «Look What You Made Me Do» стал для Свифт 12- хитом № 1 в цифровом чарте Digital Song Sales, и она опередила Katy Perry (11), выйдя на второе место после лидера: Рианна имеет 14 чарттопперов в этом хит-параде США. также сингл возглавил стриминговый чарт Streaming Songs с показателем 84,4 млн (U.S. streams). Это лучшие цифры среди всех певиц (ранее рекорд был у «Hello» Адели: 61,6 млн, 14 ноября 2015) и второй в истории среди всех исполнителей (чарт Streaming Songs запущен 2 марта 2013). Рекорд принадлежит песне «Harlem Shake» (Baauer), 103 млн streams). Для Свифт это 3-й хит № 1 в Streaming Songs (после «Shake It Off» и «Blank Space»), столько же у Miley Cyrus и это рекорд для женщин; среди всез исполнителей лидирует Джастин Бибер, у которого 4 сингла возглавляли Streaming Songs[16].
- 23 декабря американский хит-парад возглавил сингл «Perfect Duet» британца Эда Ширана в версии совместной с американской певицей Бейонсе. Эта рождественская баллада стала 2-м чарттоппером для Ширана и 6-м сольным для Бейонсе (и ещё было 4 в составе Destiny's Child) и первый за 9 лет после «Single Ladies (Put a Ring on It)», который был 4 недели лидером чарта с 13 декабря 2008 года[17].

## Список синглов № 1
| Дата        | Песня                      | Исполнитель                                                                  | Ссылка |
| ----------- | -------------------------- | ---------------------------------------------------------------------------- | ------ |
| 7 января    | «Starboy»                  | The Weeknd при участии Daft Punk                                             | [ 3 ]  |
| 14 января   | «Black Beatles»            | Rae Sremmurd при участии Gucci Mane                                          | [ 18 ] |
| 21 января   | «Bad and Boujee»           | Migos при участии Lil Uzi Vert                                               | [ 19 ] |
| 28 января   | «Shape of You»             | Эд Ширан                                                                     | [ 4 ]  |
| 4 февраля   | «Bad and Boujee»           | Migos при участии Lil Uzi Vert                                               | [ 20 ] |
| 11 февраля  | «Bad and Boujee»           | Migos при участии Lil Uzi Vert                                               | [ 21 ] |
| 18 февраля  | «Shape of You»             | Эд Ширан                                                                     | [ 22 ] |
| 25 февраля  | «Shape of You»             | Эд Ширан                                                                     | [ 23 ] |
| 4 марта     | «Shape of You»             | Эд Ширан                                                                     | [ 24 ] |
| 11 марта    | «Shape of You»             | Эд Ширан                                                                     | [ 25 ] |
| 18 марта    | «Shape of You»             | Эд Ширан                                                                     | [ 5 ]  |
| 25 марта    | «Shape of You»             | Эд Ширан                                                                     | [ 26 ] |
| 1 апреля    | «Shape of You»             | Эд Ширан                                                                     | [ 27 ] |
| 8 апреля    | «Shape of You»             | Эд Ширан                                                                     | [ 28 ] |
| 15 апреля   | «Shape of You»             | Эд Ширан                                                                     | [ 6 ]  |
| 22 апреля   | «Shape of You»             | Эд Ширан                                                                     | [ 7 ]  |
| 29 апреля   | «Shape of You»             | Эд Ширан                                                                     | [ 29 ] |
| 6 мая       | «Humble»                   | Кендрик Ламар                                                                | [ 30 ] |
| 13 мая      | «That's What I Like»       | Бруно Марс                                                                   | [ 31 ] |
| 20 мая      | «I’m the One»              | DJ Khaled при участии Джастина Бибера, Quavo, Chance the Rapper, и Лил Уэйна | [ 32 ] |
| 27 мая      | «Despacito»                | Луис Фонс и Дэдди Янки при участии Джастина Бибера                           | [ 9 ]  |
| 3 июня      | «Despacito»                | Луис Фонс и Дэдди Янки при участии Джастина Бибера                           | [ 33 ] |
| 10 июня     | «Despacito»                | Луис Фонс и Дэдди Янки при участии Джастина Бибера                           | [ 8 ]  |
| 17 июня     | «Despacito»                | Луис Фонс и Дэдди Янки при участии Джастина Бибера                           | [ 34 ] |
| 24 июня     | «Despacito»                | Луис Фонс и Дэдди Янки при участии Джастина Бибера                           | [ 35 ] |
| 1 июля      | «Despacito»                | Луис Фонс и Дэдди Янки при участии Джастина Бибера                           | [ 36 ] |
| 8 июля      | «Despacito»                | Луис Фонс и Дэдди Янки при участии Джастина Бибера                           | [ 37 ] |
| 15 июля     | «Despacito»                | Луис Фонс и Дэдди Янки при участии Джастина Бибера                           | [ 38 ] |
| 22 июля     | «Despacito»                | Луис Фонс и Дэдди Янки при участии Джастина Бибера                           | [ 10 ] |
| 29 июля     | «Despacito»                | Луис Фонс и Дэдди Янки при участии Джастина Бибера                           | [ 11 ] |
| 5 августа   | «Despacito»                | Луис Фонс и Дэдди Янки при участии Джастина Бибера                           | [ 39 ] |
| 12 августа  | «Despacito»                | Луис Фонс и Дэдди Янки при участии Джастина Бибера                           | [ 40 ] |
| 19 августа  | «Despacito»                | Луис Фонс и Дэдди Янки при участии Джастина Бибера                           | [ 41 ] |
| 26 августа  | «Despacito»                | Луис Фонс и Дэдди Янки при участии Джастина Бибера                           | [ 42 ] |
| 2 сентября  | «Despacito»                | Луис Фонс и Дэдди Янки при участии Джастина Бибера                           | [ 13 ] |
| 9 сентября  | «Despacito»                | Луис Фонс и Дэдди Янки при участии Джастина Бибера                           | [ 14 ] |
| 16 сентября | «Look What You Made Me Do» | Тейлор Свифт                                                                 | [ 15 ] |
| 23 сентября | «Look What You Made Me Do» | Тейлор Свифт                                                                 | [ 43 ] |
| 30 сентября | «Look What You Made Me Do» | Тейлор Свифт                                                                 | [ 44 ] |
| 7 октября   | «Bodak Yellow»             | Карди Би                                                                     | [ 45 ] |
| 14 октября  | «Bodak Yellow»             | Карди Би                                                                     | [ 46 ] |
| 21 октября  | «Bodak Yellow»             | Карди Би                                                                     | [ 47 ] |
| 28 октября  | «Rockstar»                 | Post Malone при участии 21 Savage                                            | [ 48 ] |
| 4 ноября    | «Rockstar»                 | Post Malone при участии 21 Savage                                            | [ 49 ] |
| 11 ноября   | «Rockstar»                 | Post Malone при участии 21 Savage                                            | [ 50 ] |
| 18 ноября   | «Rockstar»                 | Post Malone при участии 21 Savage                                            | [ 51 ] |
| 25 ноября   | «Rockstar»                 | Post Malone при участии 21 Savage                                            | [ 52 ] |
| 2 декабря   | «Rockstar»                 | Post Malone при участии 21 Savage                                            | [ 53 ] |
| 9 декабря   | «Rockstar»                 | Post Malone при участии 21 Savage                                            | [ 54 ] |
| 16 декабря  | «Rockstar»                 | Post Malone при участии 21 Savage                                            | [ 55 ] |
| 23 декабря  | «Perfect Duet»             | Эд Ширан и Бейонсе                                                           | [ 17 ] |
| 30 декабря  | «Perfect Duet»             | Эд Ширан и Бейонсе                                                           | [ 56 ] |